# Goran Čarapina
Goran Čarapina (Metković, 12. travnja 1981.) je hrvatski rukometaš.
Rodio se u Metkoviću 1981. godine, visok je 195 cm, a težak 110 kg. Prvi klub u kojem je počeo trenirati je RK Jerkovac. Vratar je pod ugovorom u EMC Splita.  Igrao je za RK Jerkovac, RK Metković, HRK Izviđač Ljubuški i RK Poreč. Uz ove klubove je igrao u EHF Ligi prvaka (2000./2001., 2001./2002., 2003./2004., 2004./2005.), u Kupu pobjednika kupova. Godine 2010. je s Hrvatskom osvojio srebro na europskom prvenstvu u Austriji. Za hrvatsku reprezentaciju nastupao je u 8 utakmica. Igrao je u juniorskim reprezentacijama. Bio je na EP-u u Austriji, te na SP-u u Švedskoj. Njegova generacija su Igor Vori i Ivano Balić.
Čarapina je bio prvi vratar Metkovića kada su igrali Ligu prvaka. Statistički je bio najbolji vratar, a njegova momčad RK Poreč je bila četvrta u ligi sezone 2009./2010. godine.

## Vanjske poveznice
- RK Poreč Profil
- www.ehfcl.com Profil